# Everyway That I Can
Everyway That I Can är en poplåt skriven av Sertab Erener och Demir Demirkan och framförd av den förstnämnda. Sertab tävlade för Turkiet med låten i Eurovision Song Contest 2003 i Riga och vann tävlingen med två poängs marginal. Singeln med låten blev en enorm succé i Europa under den påföljande sommaren och klättrade högt på hitlistorna över hela kontinenten. 2005 framröstades låten som en av de tio bästa Eurovisionsbidragen genom tiderna vid den direktsända TV-galan Congratulations. 

## Listplaceringar
| Lista (2003)        | Topplacering |
| ------------------- | ------------ |
| Belgien (Flandern)  | 6            |
| Belgien (Vallonien) | 30           |
| Nederländerna       | 4            |
| Schweiz             | 17           |
| Sverige             | 1            |
| Österrike           | 10           |

### Fotnoter
1. ↑  ”Listplacering”. http://www.ultratop.be/nl/showitem.asp?interpret=Sertab&titel=Every+Way+That+I+Can&cat=s. Läst 4 maj 2011.
2. ↑  ”Listplacering”. http://www.ultratop.be/fr/showitem.asp?interpret=Sertab&titel=Every+Way+That+I+Can&cat=s. Läst 4 maj 2011.
3. ↑  ”Listplacering”. http://dutchcharts.nl/showitem.asp?interpret=Sertab&titel=Every+Way+That+I+Can&cat=s. Läst 4 maj 2011.
4. ↑  ”Listplacering”. http://hitparade.ch/showitem.asp?interpret=Sertab&titel=Every+Way+That+I+Can&cat=s. Läst 4 maj 2011.
5. ↑  ”Listplacering”. http://swedishcharts.com/showitem.asp?interpret=Sertab&titel=Every+Way+That+I+Can&cat=s. Läst 4 maj 2011.
6. ↑  ”Listplacering”. http://austriancharts.at/showitem.asp?interpret=Sertab&titel=Every+Way+That+I+Can&cat=s. Läst 4 maj 2011.